# 강릉 산계리 석탑
강릉 산계리 석탑(江陵山溪里石塔)은 강원특별자치도 강릉시 옥계면 산계리에 있는 고려시대의 것으로 추정되는 석탑이다,
강릉 산계리 석탑은 인근의 사찰 터에서 발견된 석탑 부재들을 모아 조합한 것이다. 강릉의 읍지인 《증수임병지》에 산계암을 언급하고 있으나 일제강점기에 발간된 《조선보물고적조사지도》 등을 참고하면 조선시대의 사찰인 산계암과는 직접적인 관련이 없어 보이고 고려시대 사찰이 있었던 터가 오랜 세월 동안 방치되면서 석탑도 함께 방치된 것으로 보인다.
기단부의 갑석과 면석이 하나 밖에 남아있지 않아 탑의 원래 모습을 온전히 그리는 데 어려움이 있고 상부의 지붕 역시 많이 닳아있다. 몸돌과 지붕돌을 각각 다른 돌로 만들었는데, 지붕돌은 낙수면이 밑면의 받침부분보다 훨씬 두껍고, 급한 경사가 흐른다.